# Paya Lebar Air Base

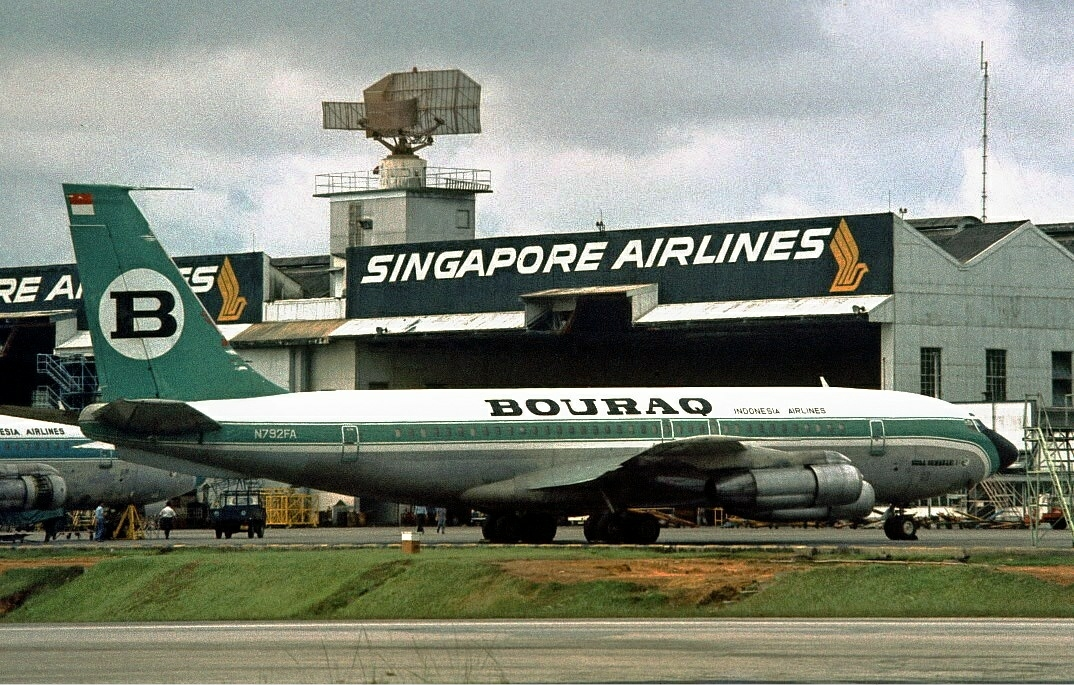

De Paya Lebar Air Base (PLAB) (Maleis: Pangkalan Udara Paya Lebar, Chinees: 巴耶利峇空军基地, Hanyu pinyin: Bā Yé Lì Bā Kōngjūn Jīdì, Tamil: பாய ளேபர் வான்படைத் தளம், Pāya Lēpar Vāṉpaṭait Taḷam) is een vliegbasis in Paya Lebar in de stadstaat Singapore. De basis wordt gebruikt door de Republic of Singapore Air Force (RSAF).
De luchthaven werd gebouwd van 1952 tot 1955 op last van de Singaporese overheid als vervanging van Kallang Airport, de civiele luchthaven kort bij het stadscentrum die evenwel kampte met plaatsgebrek en een te korte landingsbaan. Het was de Britse staatssecretaris van de kolonies, Alan Lennox-Boyd, 1st Viscount Boyd of Merton, die de luchthaven op 20 augustus 1955 plechtig inhuldigde. Onder de naam Singapore International Airport werd het een van de twee hubs voor de met Maleisië gezamenlijk beheerde lokale luchtvaartmaatschappij Malayan Airways, de andere zijnde Kuala Lumpur. In 1972 werd de maatschappij opgesplitst en werd Singapore Airlines de lokale carrier, met een vloot met vooral Boeing 707. Passagiersaantallen op jaarbasis stegen van 1970 tot 1975 van 1,7 miljoen tot 4 miljoen. De toenemende drukte deed de Singaporese regering uitkijken naar alweer een nieuwe luchthaven. Werk aan Changi begon in 1975 (met een opening in 1981). Van 24 januari 1979 tot 1 november 1980 vloog British Airways met een Concorde in codeshare met Singapore Airlines van Londen via Bahrein naar Singapore. De linkerzijde van het toestel G-BOAD had logo en kleuren van Singapore Airlines. De tijdwinst, in theorie 10 uur in plaats van net geen 18 uur, werd niet volledig gehaald omdat bepaalde trajecten over andere landen subsoon dienden uitgevoerd te worden. De kleinere tijdwinst en de duurdere ticketprijzen maakten dat de bezetting snel terugliep en het project na 21 maanden werd stopgezet.
Na de ingebruikname van de internationale luchthaven Changi, die de IATA-code SIN van Paya Lebar overnam, werd Paya Lebar omgevormd tot een militaire vliegbasis met aangepaste IATA-code.